# Pedicularis gibbera
Pedicularis gibbera är en snyltrotsväxtart som beskrevs av David Prain. Pedicularis gibbera ingår i släktet spiror, och familjen snyltrotsväxter. Inga underarter finns listade i Catalogue of Life.